# Свобода СМИ в Азербайджане
Свобода средств массовой информации в Азербайджане провозглашается Конституцией Азербайджанской Республики. В той же статье про свободу информации официально запрещается государственная цензура, в том числе и в печати.
Тем не менее, в Азербайджане даже в настоящее время сохраняются огромные проблемы с реальным обеспечением свободы слова и выражением мнений. Об этом в явном виде свидетельствуют происшествия с журналистами, закрытие оппозиционных организаций и один из самых низких индексов свободы прессы в мире.
Конституционные гарантии свободы прессы регулярно и систематически нарушаются, поскольку правительство стремится сохранить жесткий контроль над информационным пространством. Журналисты подвергаются задержанию или тюремному заключению по ложным обвинениям, а также запретам на поездки и обширному наблюдению.

## История становления свободной прессы

### Зарождение национальной прессы
Первой газетой, издававшейся исключительно на азербайджанском языке, стала в 70-х годах XIX века газета Экинчи (в переводе на русский — «Пахарь»), которая распространялась среди широких слоёв населения. В «Экинчи» публиковались материалы, посвящённые сельскому хозяйству. Основатель газеты Гасан-бек Зардаби столкнулся с цензурой, и, просуществовав всего два года, газета была закрыта царскими чиновниками. Дата открытия «Экинчи» (22 июля 1875) отмечается в Азербайджане как День национальной прессы.

### Пресса Азербайджанской Демократической Республики
Следующий этап развития свободы выражения СМИ связан с провозглашением независимости Азербайджанской Демократической Республики. Именно в этот период уже можно непосредственно говорить о свободе азербайджанских средств массовой информации, так как правительство действительно пыталось реализовать демократические идеи, в том числе посредством предоставления политических прав и свобод гражданам. Так, распоряжением правительства АДР от 9 ноября 1918 года упразднялся контроль над содержанием, изданием и распространением печати и средств массовой информации. Благодаря данному акту были открыты всевозможные средства массовой информации, причем даже оппозиционные основному курсу правительства. Так, была открыта большевистская печать, оппозиционная ей эсеро-меньшевистская, армяно-дашнакская печать, беспартийные информационные газеты и журналы. В общем, в период АДР наблюдалась широкая свобода массовой информации.

### СМИ Азербайджана во времена СССР
Достижения АДР в области свободы массовой информации нивелируются во времена СССР. Цензура в СССР широко распространялась на все СМИ, остались только правительственные и проправительственные организации.

### Переход к современности
Современный этап положения СМИ начинается деятельностью общенационального лидера Гейдара Алиева. 6 августа 1998 года его указом в стране была упразднена цензура, что стало началом нового витка в развитии азербайджанских СМИ. В 1999 году был принят закон «О средствах массовой информации», действующий с некоторыми изменениями до сих пор. Именно он официально провозгласил запрет государственной цензуры.

## Происшествия с журналистами и политические преследования
Несмотря на общее провозглашение в правовых источниках Азербайджана свободы выражения мнения многие журналисты с оппозиционной точкой зрения подвергаются политическим преследованиям. Согласно международным исследованиям индекс свободы прессы Азербайджана катастрофически низок: Азербайджан занимает 166 место из 180 стран. Такую позицию Репортёры без границ присвоили Азербайджану, за что азербайджанские власти резко раскритиковали данную международную организацию.
«Репортеры без границ» считают, что азербайджанские власти жестоко подавляют организации, оппозиционные основному курсу правительства. Так, они заявляют, что приговор, вынесенный редактору сайта bastainfo Мустафе Гаджибейли сфальсифицирован. Редактор раскритиковал поведение мэра Гянджи до покушения на его жизнь и бездействие властей. Из-за этой статьи сайт был заблокирован, а сам Гаджибейли осужден якобы за призыв к свержению правительства. Независимые юристы не нашли состава преступления в действиях Гаджибейли.
В действительности многие журналисты подверглись жестоким нападениям, угрозам или несправедливым наказаниям. Резонансным делом стало убийство Эльмара Гусейнова, главного редактора оппозиционной еженедельной газеты «Монитор». Примечательно, что расследование убийства не было произведено и никто не ответил за данное преступление. В сторону Гусейнова приходили постоянные угрозы и надуманные обвинения, после чего он был застрелян.
В 2015 году прошло ровно 10 лет со дня смерти оппозиционного журналиста, в честь чего ОБСЕ провело заседание в его память. Участники призвали страны обеспечить свободное развитие прессы и реальное обеспечение возможности журналистов выражать свое мнение и не подвергаться преследованиям.
Кроме того, известно нападение на съемочные группы телеканалов «ITV» и «ATV» в 2015 году. Представитель ОБСЕ по вопросам свободы СМИ Дунья Миятович осудила факт жестокости по отношению к журналистам.
Еще одним делом, получившим международную огласку, является уголовное наказание известного оппозиционного блогера Мехмана Гусейнова. Одной из основных направлений его деятельности является расследование о недвижимости государственных чиновников, за что он и подвергается политическим преследованиям. В марте 2017 года молодой человек был приговорен к двум годам лишения свободы якобы «за клевету».
В 2021 году Азербайджан был признан виновным Европейским судом по правам человека (ЕСПЧ) в попытке убийства блогера Александра Лапшина, который в 2017 году провёл в заключении в азербайджанской тюрьме семь месяцев и подвергался там пыткам. В качестве компенсации Лапшину ЕСПЧ обязал официальный Баку выплатить потерпевшему компенсацию величиной в 30 тыс. евро.

## Свобода Интернета
В 2017 года в были приняты поправки к закону, которые расширили контроль правительства над онлайн-СМИ, позволяя блокировать веб-сайты без постановления суда, если они считаются содержащими контент, представляющий опасность для государства или общества. Независимые новостные сайты регулярно блокируются или подвергаются кибератакам.
В 2018 году Международная правозащитная организация Freedom House провела международное исследование о свободе Интернета в разных странах мира. Азербайджан занимает пограничное положение между категориями стран частично свободных и несвободных, будучи на 60 месте в рейтинге. Международные независимые исследователи отмечают, что Азербайджан закупает у Пекина и применяет технологии отслеживания пользователей сети Интернет.
Сами НПО Азербайджана подвергли критике данный отчет «Freedom House», считая его поверхностным и безосновательным.
Серьезным препятствием к свободному выражению мнения в Интернете являются помимо прочего и статьи Уголовного Кодекса Азербайджанской Республики, которые по сути предусматривают серьезное наказание за диффамацию в Интернете. Эксперты в области права отмечают, что такие статьи ограничивают свободу в Интернете и дают возможность властям подвергать уголовному наказанию значительную часть пользователей сети Интернет.